# Kırıkkale
Kırıkkale je město ve střední Anatolii v Turecku a je hlavním městem stejnojmenné provincie. Žije zde 186 960 obyvatel (2022). Leží na pravém břehu řeky Kızılırmak asi 80 km východně od Ankary.
Město zažilo velký rozvoj v 50. letech 20. století, kdy zde byla postavena ocelárna, jedna z největších v Turecku.

## Etymologie
Název Kırıkkale znamená v turečtině "zbořený hrad".